# Мыс страха (фильм, 1991)
«Мыс страха» (англ. Cape Fear) — фильм режиссёра Мартина Скорсезе. Ремейк одноимённого фильма Дж. Ли Томпсона 1962 года, экранизация романа «Палачи» Джона Д. Макдональда. В нём снимаются Роберт Де Ниро, Ник Нолти, Джессика Лэнг, Джо Дон Бейкер и Джульетт Льюис. Роберт Митчем играет небольшую роль в фильме, в то время как Грегори Пек (в его последней роли в театральном фильме) и Мартин Болсам — камео; все трое снялись в оригинальном фильме.
Фильм рассказывает историю осуждённого насильника, который, выйдя на свободу, стремится отомстить бывшему государственному защитнику, которого он обвиняет в своём 14-летнем тюремном заключении из-за целенаправленно ошибочной тактики защиты, использованной во время его судебного процесса.
«Мыс страха» знаменует собой седьмое сотрудничество Скорсезе и Де Ниро. Фильм имел коммерческий успех и получил положительные отзывы, получив номинации на премию «Оскар» и «Золотой глобус» за лучшую мужскую роль (Де Ниро) и лучшую женскую роль второго плана (Джульетт Льюис).

## Сюжет
Матёрый уголовник Макс Кейди выходит из тюрьмы, отсидев длительный срок за изнасилование. Четырнадцать лет назад, его адвокатом на суде был Сэм Боуден. У адвоката в руках была важная информация, которая, возможно, могла бы скостить срок Макса. Но Сэм скрыл её, посочувствовав потерпевшей, и его клиент получил суровый приговор. Макс ничего не забыл, все эти годы он вынашивал план мести. И теперь он намерен отыскать Боудена и преподать хороший урок ему, его жене и 15-летней дочери. Макс выслеживает адвоката, начинает мучить его угрозами и издевательствами.
Адвокат через своих коллег пытается установить личность преступника и его мотивы. Сначала всё ограничивается намёками со стороны преступника, но постепенно травля семьи адвоката становится всё более невыносимой. Попытки откупиться (чем Сэм Боуден косвенно признавал свою вину перед Максом Кэйди), а также запугать Кэйди путём избиения последнего при помощи нанятых Боуденом головорезов успеха не приносят. Адвокат в отчаянии и просит своих коллег помочь ему найти какую-либо юридическую уловку, чтобы избавиться от Кэйди. Но те напоминают ему, что подозреваемый «не виновен, пока не доказано обратное». Доказать наличие угроз трудно, поэтому адвокат решает спровоцировать Кэйди на нападение внутри своего собственного дома.
Сэм нанимает частного детектива, вместе они устраивают засаду на Макса. Но Макс убивает детектива и горничную Боуденов. Сэм с семьёй бежит на мыс Страха, на лодку, которая по существу является плавучим домом. Но до этого Максу удаётся прицепиться ко днищу джипа адвоката, и таким образом он тайно следует за Сэмом. Максу удаётся незаметно прокрасться на лодку. Между тем на реке начинается шторм. Макс захватывает семью и отрезает якорь, а течение уносит лодку по бурной реке. Дочь Сэма, Дэниэль, не вытерпев издевательств, обливает Макса бензином и поджигает его. Макс, чтобы спасти себя, прыгает за борт. Однако потушив пламя, он возвращается на лодку. Макс, захватив Сэма, допрашивает его, как на суде. Лодку резко кидает в сторону, и в этот момент Сэму удаётся пристегнуть Макса наручниками к трубе. Лодку бросает на камни, и она разваливается. Обломок лодки с Максом и Сэмом прибивает к берегу. Боуден пытается убить Кейди, но обломок сносит в реку, и Макс уходит на дно, при этом дико и бессвязно бормоча какие-то слова. Сэм и его близкие окончательно понимают, что имели дело не просто с мстительным преступником, а с психопатом, целью жизни которого стало уничтожение семьи Боуденов.

## В ролях
| Актёр          | Роль                         |
| -------------- | ---------------------------- |
| Роберт Де Ниро | Макс Кейди                   |
| Ник Нолти      | адвокат Сэм Боуден           |
| Джессика Лэнг  | Ли Боуден (жена Сэма)        |
| Джульетт Льюис | Даниэль Боуден (дочь Сэма)   |
| Джо Дон Бейкер | частный детектив Клод Керсек |
| Роберт Митчем  | лейтенант Элгарт             |
| Грегори Пек    | адвокат Ли Хеллер            |
| Мартин Болсам  | судья                        |
| Иллеана Дуглас | Лори Дэвис (подруга Сэма)    |

## Производство
Фильм был адаптирован Уэсли Стриком по оригинальному сценарию Джеймса Р. Уэбба, который был экранизацией романа Джона Д. Макдональда «Палачи».
Первоначально он был разработан Стивеном Спилбергом, который в конце концов решил, что это слишком жестоко, и продал его Скорсезе, чтобы вернуть «Список Шиндлера», который Скорсезе решил не делать. Скорсезе в конце концов согласился снять «Мыс страха», потому что «Universal» действительно поддерживала его фильм «Последнее искушение Христа».
Спилберг остался продюсером через свою компанию «Amblin Entertainment», но предпочёл не участвовать лично в готовом фильме.
Несмотря на то, что Скорсезе работал с Нолти в «Нью-йоркских историях» (1989), он не собирался приглашать его на роль Сэма Боудена и хотел, чтобы эту роль сыграл Харрисон Форд. Форд, однако, согласился сняться в фильме только в том случае, если он сыграет персонажа Макса Кэди. Нолти, который был заинтересован в том, чтобы изобразить Боудена, сумел убедить Скорсезе пригласить его на эту роль. Кроме того, Дрю Бэрримор и Риз Уизерспун обе пробовались на роль Даниэль Боуден, и Спилберг, как сообщается, хотел, чтобы Билл Мюррей сыграл Кэди.
6’0 футов Ника Нолти выше, чем 5’9 фута Роберт Де Ниро, но для фильма Нолти похудел, а Де Ниро нарастил мускулы, пока не стал казаться более сильным человеком.
Творчество Альфреда Хичкока также оказало влияние на стиль «Мыса Страха». Как и в случае с киноверсией 1962 года, где режиссёр Дж. Ли Томпсон особо признал влияние Хичкока, стремился использовать стиль Хичкока и попросил Бернарда Херрманна написать партитуру, Скорсезе сделал свою версию в манере Хичкока, особенно за счёт использования необычных ракурсов, освещения и методов монтажа. Кроме того, в версии Скорсезе есть вступительные титры, разработанные постоянным сотрудником Хичкока Солом Басом, а ссылка на Хичкока закреплена повторным использованием оригинальной партитуры Херрманном, хотя и переработанной Элмером Бернштейном. Фрагменты титров Басса повторно использованы из неизданной концовки его фильма «Фаза 4».

### Прокат
Фильм имел кассовый успех, собрав 182 291 969 долларов по всему миру при бюджете в 35 миллионов долларов.

### Критика
На сайте-агрегаторе рецензий «Rotten Tomatoes» рейтинг одобрения фильма составляет 74 %, основанный на 53 отзывах, со средним баллом 7/10. Консенсус критиков сайта гласит: «Умный и стильный, „Мыс страха“ — это радостный мейнстрим-шокер от Мартина Скорсезе с „ужасающей“ игрой (в хорошем смысле) Роберта Де Ниро». На «Metacritic» фильм имеет средневзвешенную оценку 73 из 100, основанную на 9 критиках, что указывает на «в целом благоприятную отзывы». Зрители, опрошенные «Cinemascore», дали фильму среднюю оценку «B+» по шкале от A+ до F.
Роджер Эберт дал фильму три звезды, прокомментировав:

"Мыс страха" - впечатляющее кинопроизводство, демонстрирующее Скорсезе как мастера традиционного голливудского жанра, способного адаптировать его к своим собственным темам и навязчивым идеям. Но когда я смотрю на этот фильм стоимостью 35 миллионов долларов с большими звёздами, спецэффектами и ценностями производства, я задаюсь вопросом, является ли это хорошим предзнаменованием от лучшего режиссёра, который сейчас работает.

### Награды и номинации
| Награда                                | Категория                                | Субъект          | Результат |
| -------------------------------------- | ---------------------------------------- | ---------------- | --------- |
| Оскар                                  | Лучший актёр                             | Роберт Де Ниро   | Номинация |
| Оскар                                  | Лучшая актриса второго плана             | Джульетт Льюис   | Номинация |
| Золотой глобус                         | Лучший актёр — драматический фильм       | Роберт Де Ниро   | Номинация |
| Золотой глобус                         | Лучшая актриса второго плана — кинофильм | Джульетт Льюис   | Номинация |
| BAFTA Awards                           | Лучшая операторская работа               | Фредди Фрэнсис   | Номинация |
| BAFTA Awards                           | Лучший монтаж                            | Тельма Шунмейкер | Номинация |
| Berlin International Film Festival     | Золотой Берлинский медведь               | Мартин Скорсезе  | Номинация |
| Broadcast Music, Inc.                  | BMI Film Music Award                     | Элмер Бернстайн  | Победа    |
| CFCA Award                             | Лучший режиссёр                          | Мартин Скорсезе  | Номинация |
| CFCA Award                             | Лучшая актриса второго плана             | Джульетт Льюис   | Номинация |
| CFCA Award                             | Самая многообещающая актриса             | Джульетт Льюис   | Победа    |
| David di Donatello Award               | Лучший иностранный актёр                 | Роберт Де Ниро   | Номинация |
| Jupiter Award                          | Лучший международный актёр               | Роберт Де Ниро   | Победа    |
| Kansas City Film Critics Circle Award  | Лучшая актриса второго плана             | Джульетт Льюис   | Победа    |
| MTV Movie Awards                       | Лучший поцелуй                           | Джульетт Льюис   | Номинация |
| MTV Movie Awards                       | Лучший поцелуй                           | Роберт Де Ниро   | Номинация |
| MTV Movie Awards                       | Лучшее мужское исполнение                | Роберт Де Ниро   | Номинация |
| MTV Movie Awards                       | Лучший злодей                            | Роберт Де Ниро   | Номинация |
| National Society of Film Critics Award | Лучшая актриса второго плана             | Джульетт Льюис   | 2-е место |
| New York Film Critics Circle Awards    | Лучшая актриса второго плана             | Джульетт Льюис   | 2-е место |
| New York Film Critics Circle Awards    | Лучший оператор                          | Фредди Фрэнсис   | 2-е место |

## Факты
- Грегори Пек, Роберт Митчем и Мартин Балсам играют в обоих фильмах (1962 и 1991 годов).
- Музыка из первого фильма звучит и во втором.
- В сцене неудавшейся расправы над Максом Кейди приводится цитата из произведений немецкого поэта и философа XVII века Силезиуса. Расшвыряв нанятых адвокатом нападавших, Макс Кейди с пафосом восклицает: «Я люблю Господа — и Господь любит меня! Я столь же велик, сколь Господь. Он столь же ничтожен, сколь и я. Ни Он не может быть выше меня, ни я не могу быть ниже Его!»
- Фильм пародируется во втором эпизоде пятого сезона сериала «Симпсоны» «Cape Feare». Сайдшоу Боб выходит из тюрьмы и мстит Барту.
- Эпизод «Time Wounds All Heels» мультсериала «Чокнутый» является пародией на фильм: только что вышедший из тюрьмы преступник по имени Макс Куди ищет встречи с полицейским, который двадцать лет назад засадил его за решётку.
- В фильме «Чокнутый профессор 2» пародируется сцена в кинотеатре.

## В поп-культуре
Фильм был спародирован в эпизоде «Симпсонов» 1993 года «Мыс Страха» с Сайдшоу Бобом в роли Кэди. Они также отдают дань уважения другому фильму Роберта Митчема «Ночь охотника», в котором костяшки пальцев Боба (уменьшенные для мультяшного персонажа, у которого на каждой руке на один палец меньше) говорят «Luv» (Любовь) и «Hāt» (ненависть, с диакритическим знаком, обозначающим долгую гласную). Эта пародия сама по себе легла в основу пьесы Энн Уошберн «Мистер Бернс», пост-электрической пьесы, в которой представлены постапокалиптические театральные труппы, пытающиеся воссоздать эпизод, а следовательно, два фильма и роман.
Фильм был спародирован как Кейп Манстер в премьерном эпизоде «The Ben Stiller Show», где Бен Стиллер сыграл взрослого Эдди Манстера.

## Дальнейшее чтение
- Thain, Gerald J. 2001. «Cape Fear, Two Versions and Two Visions Separated by Thirty Years.» Law and Film: Representing Law in Movies, edited by S. Machura and P. Robson. Cambridge: Blackwell Publishing. ISBN 0-631-22816-0.